# Cupha erymanthis

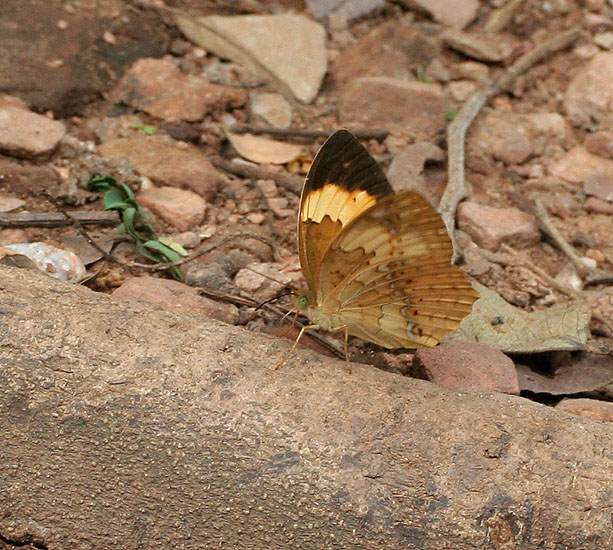
Na floresta Talakona, no Distrito Chittoor de Andhra Pradesh, India.

Cupha erymanthis é uma espécie de borboleta cujo nome popular é a Rústica, são encontradas nas florestas tropicais do Sul e Sudeste da Ásia.